# Demnate
Demnate (arabisch دمنات, Zentralatlas-Tamazight ⴷⵎⵏⴰⵜ Demnat) ist mit beinahe 35.000 Einwohnern die zweitgrößte Stadt in der Provinz Azilal in der Region Béni Mellal-Khénifra im Zentrum Marokkos. Das Berberwort Demnate lässt sich möglicherweise mit „Fruchtbare Böden“ übersetzen; es ist die Pluralform der Wörter Ddminte oder Tadminte.

## Lage und Klima
Demnate liegt gut 100 km (Fahrtstrecke) östlich von Marrakesch und ca. 74 km südwestlich der Provinzhauptstadt Azilal in einer Höhe von ca. 970 m. Wegen der Höhenlage ist das Klima gemäßigt und manchmal sogar kühl; Regen (ca. 720 mm/Jahr) fällt ganz überwiegend im Winterhalbjahr.

## Bevölkerung
| Jahr      | 1994   | 2004   | 2014   | 2024   |
| Einwohner | 17.782 | 23.459 | 29.504 | 33.635 |

Berber von verschiedenen Stämmen in der Umgebung machen über 90 % der Bevölkerung aus, doch wird in hohem Maße Marokkanisch-Arabisch gesprochen. Der Großteil der Bevölkerung ist nach den 1970er Jahren aus den umliegenden Bergregionen zugewandert.

## Wirtschaft
Früher lebten die meisten Einwohner der Stadt von der Landwirtschaft. Erst in der Zeit der französischen Kolonisation und nach der Unabhängigkeit Marokkos (1956) übernahmen viele Männer Arbeiten in Handwerk, Handel und Transport. Andere arbeiten auch in den Städten des Nordens oder in Europa – so ist der Ort auch abhängig von Geldtransferleistungen.

## Geschichte
Angeblich geht die Gründung des Ortes noch in die Zeit vor dem Jahr 1000 n. Chr. zurück; dies würde bedeuten, dass Demnate etwa 50 Jahre älter wäre als Marrakesch. Aus der Zeit danach liegen jedoch für den Marktort Demnate keinerlei Informationen mehr vor. Ende des 19. Jahrhunderts bereiste Charles de Foucauld den Maghreb – von Demnate erwähnt er ein großes Judenviertel (mellah) und für die Kleinstadt von etwa 3.000 Einwohnern fand er nur lobende Worte. Im Jahr 1907 wurde bei Demnate das Heer des franzosenfreundlichen Sultans Abd al-Aziz (reg. 1887/1901–1908) von dem seines Bruders Mulai Abd al-Hafiz geschlagen, der ein Jahr später die Macht in Marokko übernahm.

## Sehenswürdigkeiten
Etwa zwei Kilometer östlich bei Imi-n-Ifri befindet sich eine im Frühjahr von Wasserfällen gesäumte Schlucht, die von einem natürlichen Felsbogen (pont naturel) überspannt wird.

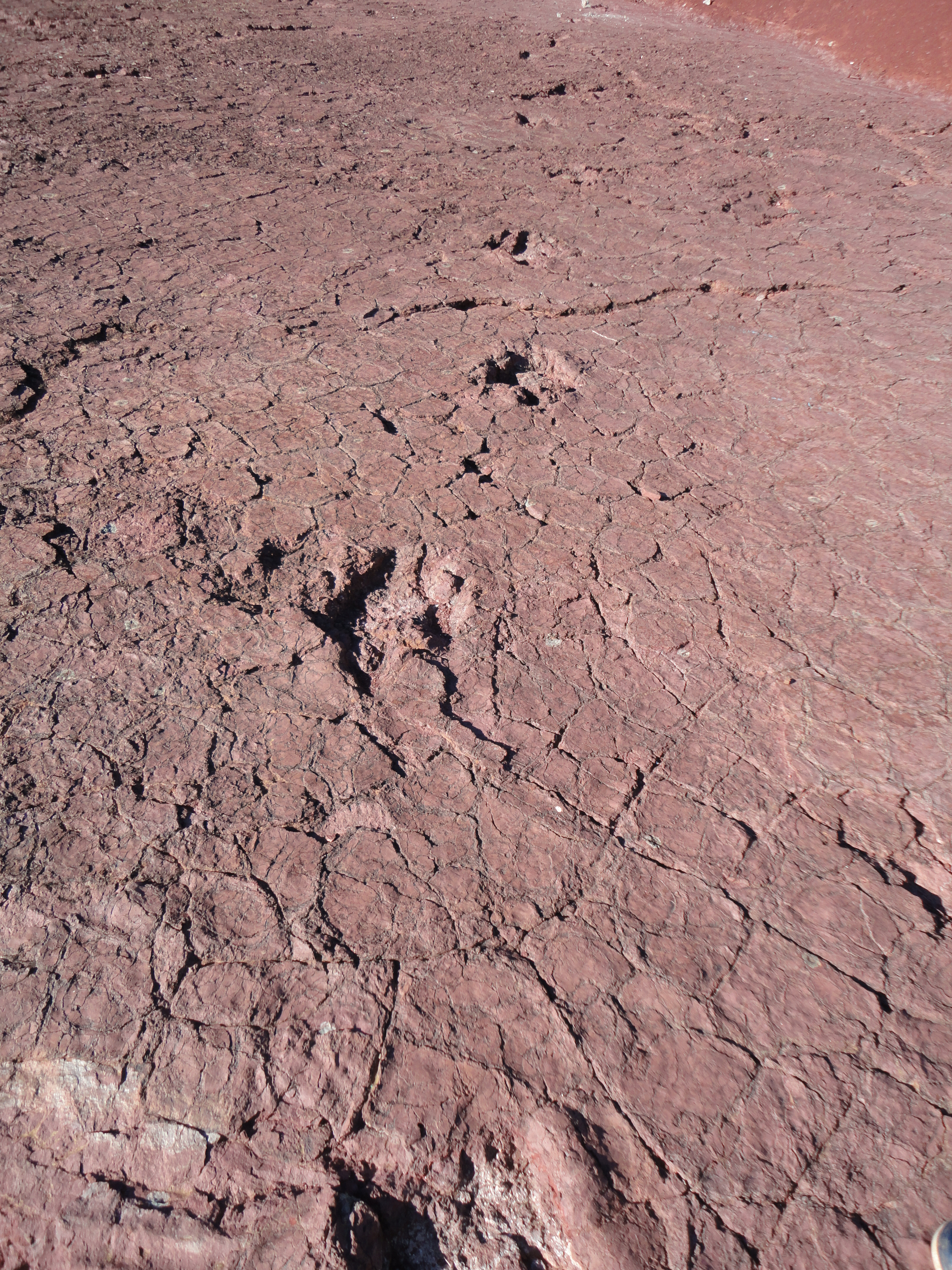
Dinosaurierspuren
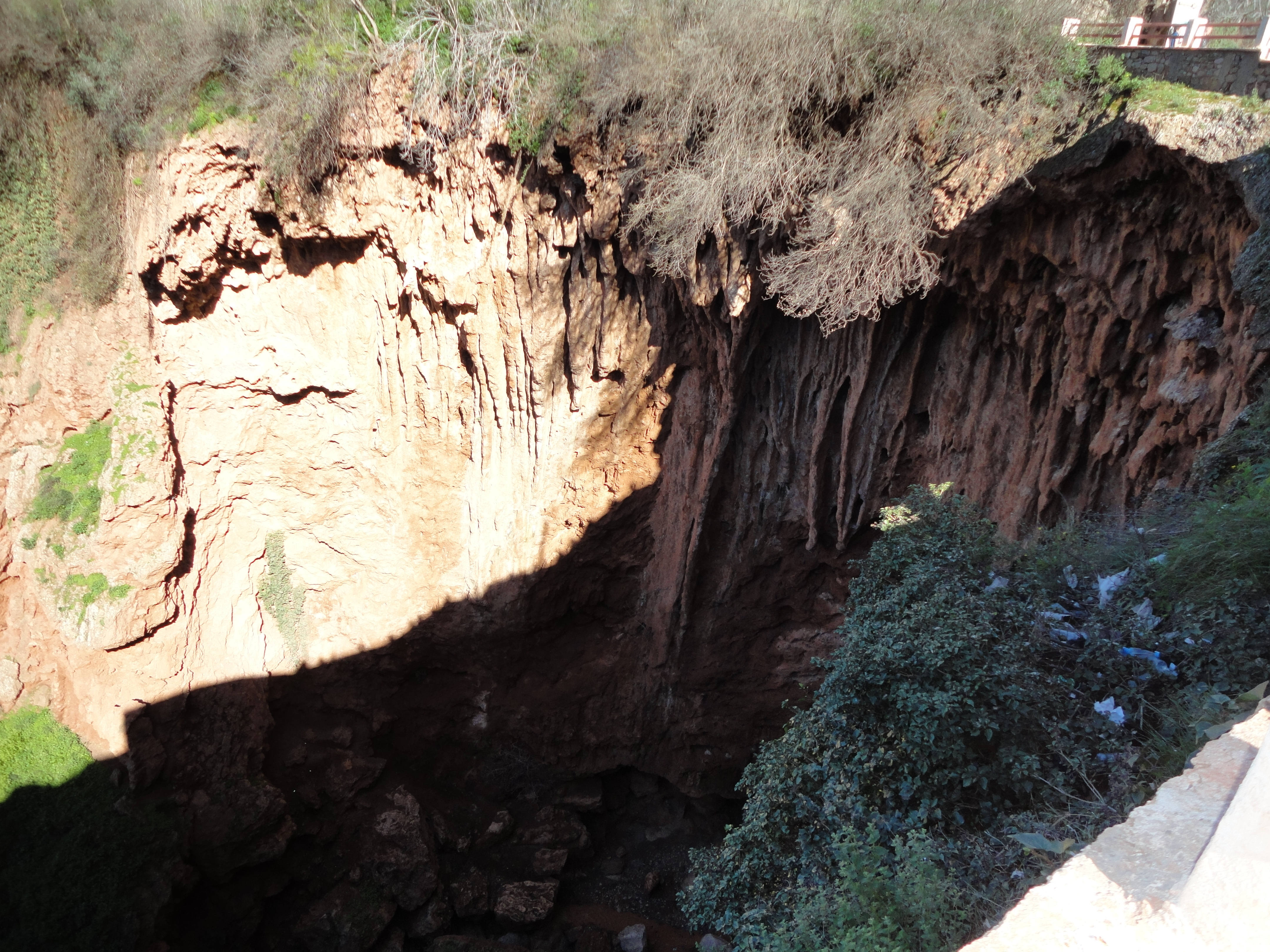
Felsentor von Imi-n-Ifri